# Domènec Mas i Serracant

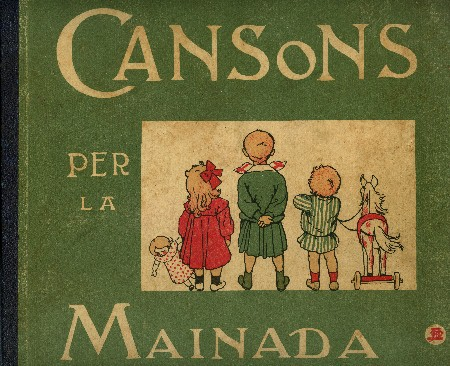
Coberta d'un recull de cançons amb música de Domènec Mas i Serracant i lletres d'Àngel Guimerà

Domènec Mas i Serracant (Barcelona, 1 de gener del 1866 – 19 de desembre del 1944) va ser organista, mestre de capella i compositor.

## Biografia
Va néixer al carrer dels Tiradors de Barcelona l'1 de gener de 1866, esent el primer nadó inscrit en la ciutat aquell any. Fou fill de Sebastià Mas i Rogasol, natural de Santa Eulàlia de Ronçana, i de Rosa Serracant i Vidal, natural de Caldes de Montbui. Inicià l'aprenentatge musical com a membre de l'Escolania de la catedral de Barcelona amb el mestre de capella Marraco. Posteriorment estudià amb Enric Granados, Felip Pedrell, Enric Morera, Càndid Candi, Llorenç Bou i Gabriel Balart.. Va ser organista i mestre de capella en diversos temples de Barcelona, circumstància que va motivar la seva dedicació com a compositor a la música religiosa i litúrgica. Va col·laborar amb músics de prestigi, amb el violinista M. Crickboom i el pianista E.Granados.
Després de ser organista de la parròquia de Sant Agustí, des del 1895 va ser mestre de capella de Sant Pere de les Puel·les de Barcelona (encara ho era el 1921); a la seva escolania hi va tenir d'escolà i deixeble el futur músic i compositor Joan Llongueres. També va ser mestre de música a l'abadia de Montserrat, on tingué d'alumne Fèlix Ràfols.
Va ser sots-director de l'Acadèmia Granados des de la seva fundació el 1901, així com de l'Acadèmia Marshall que la succeí en fer-se'n càrrec Frank Marshall, i va ensenyar-hi matèries com piano, harmonia, contrapunt o composició, almenys fins al 1927. Fou professor de diversos músics i/o compositors d'anomenada, com Joan Baptista Lambert, Joan Maria Thomàs, Antoni Massana, Josep Sancho i Marraco, Rossend Llates, Jaume Banet, Joan Borràs i de Palau, Paquita Madriguera, Miquel Augè i Josep Maria Vidal i Torrens. Es conserva una versió primerenca de les Impressions Simfòniques de Juli Garreta que l'autor hauria sotmès a Mas i Serracant per a crítica o consell.Es va casar dues vegades. La primera el 1902 amb Flora Pi i Cabañas (1872-1905), natural de Sant Cugat del Vallès, i un cop vidu amb Pilar Casals.
La casa Orfeo Tracio de Madrid guarda en el seu fons diverses obres seves, com una Gran Missa per a cor a quatre veus mxtes i un Motet, les dues obres premiades en els certàmens organitzats per l’Orfeó Català. En les antologies de música per orgue recopilades i anotades pel pare Nemesio Otaño, Otto Sans i J.Jaubert figuren també algunes obres seves. L'Ametlla del Vallès dedicà un carrer a la seva memòria.

### Producció
Com a compositor es dedicà preferentment a la música religiosa amb l’excepció de diverses harmonitzacions de cançons populars, que van ser divulgades per l’Orfeo Català i altres cors catalanes i publicades per Iberia Musical de Barcelona. Fou autor d'una Missa de Glòria molt interpretada en el primer terç del segle xx. Compongué una notable col·lecció de peces per a 2 veus i orgues que reuní en els dos volums Del Cantemus Domino. També conreà el cant coral (amb Joan Llongueres havia co-dirigit els cors Escola Jordiana i Orfeó Canigó el 1903), amb gran nombre de composicions i harmonitzacions de cançons populars catalanes, que aplegà en diversos reculls de cançons religioses i profanes. Amb Josep Noguer, fundà i dirigí la Revista parroquial de música sagrada, que publicà la Llibreria Litúrgica de Barcelona entre 1927-1936, i la revista en castellà España sacro musical: revista mensual hispano-americana, de la Llibreria Casulleras (1930-1936?). Publicà textos a altres revistes especialitzades, com Vibracions (1929-1930).

## Obres
(selecció)
- Adéste fidéles, a quatre veus mixtes i orgue
- Adoremus Te S.Sagramento, per a veu i orgue
- Anyorança (1902), per a orquestra
- Ave Maria, cançó per a veu, violí i piano
- Ave verum
- Canción de las pajas, nadala per a veu i orgue
- Canción de los pastores, nadala per a veu i orgue
- Canzonetta, per a piano
- Christus factus est (1904), motet a quatre veus mixtes i orgue
- El comte Arnau, per a cinc veus mixtes, soprano i baríton
- Cruz Fidelis, per a tres veus i orgue
- Davant la creu, per a conjunt de corda
- Diàleg (1907), per a orquestra de corda
- Eucarística, cançó amb lletra de Mercè Pujades
- Felicitación, cançó infantil amb lletra de Francesc Gras i Elias
- La filadora
- Gavota, per a piano
- Goigs a llahor del gloriós sant Antoni de Pàdua que es venera en sa capella de l'Ubach de Vacarisses (1923?), lletra d'Antoni Font
- Goigs a sants Genís i Genís, patrons de l'Ametlla del Vallès (Partitura)
- Hivern (1904), per a cor
- Improperio, per a tres veus i orgue
- Jesús als pecadors, per a cor
- Letrilla a María, per a dos tiples i orgue
- Letrilla al Sagrado Corazón de jesús, para la Comunión, motet per a dos tiples i orgue
- Jaculatoria y Corazón Santo, per a veu i orgue
- Letanía Lauretana, per a veus i harmònium
- Meditación, per a violí, violoncel i piano
- Misa de gloria (1905), per a quatre veus mixtes i orgue
- Misa pro-defunctis, per a dues veus i orgue
- Miserere Mei Deus, per a dues veus i orgue
- Missa de angelis, a tres i quatre veus, cor i orgue
- Nada te turbe, per a veu i orgue
- O Salutaris S.Sagramento, per a veu i orgue
- O Vos Ommes (1911), motet a tres veus mixtes i orgue
- Onus verbi Domini
- Oración de los primeros comulgantes, per a veu i orgue
- Pange lingua, per a quatre veus mixtes i orgue
- El pardal, per a quatre veus mixtes, soprano i baríton
- Poema a la Virgen (1912), per a cor amb lletra de Josep Maria de Sagarra
- El rossinyol, sardana coral
- Sacris solemnis, a 4 veus
- Salve Regina, per a cor infantil
- Els Segadors, per a cor
- Somni, per a piano
- Stabat Mater, a 2 veus i orgue
- Tantum Ergo y Genitore, per a veu, cor i orgue
- Tota pulchra, motet a sol, cor i harmònium
- Los tres suspirs de l'arpa: balada, amb lletra d'Antoni Camps i Fabrés
- Trisagi marià, a dues veus i orgue
- Vexilla Regis, per a tres veus i orgue

### Cançons sobre lletres deJacint Verdaguer
A Jesús, càntic al Sagrat Cor, A la Verge de Montserrat, A Maria, Adéu al maig, Al Cel, Al Cor de Jesús, Alabances al Santíssim, Amar o morir, Anem a Betlem, Cançó de l'Estrella, Cançó de la Moreneta, Cançó de pastors, Cançó eucarística, Càntic, Cobles al Cor de Maria, Cobles del Cor de Jesús, Les colometes volen, La Comunió diària, La confessió, Convit de Jesús, La creu, Darrera hora, Després de combregar, La Divina Pastora, Enyorança, Eternitat, La Glòria, Glòria a Maria, Goigs a la Verge de Montserrat, Jesús als homes, Jesús als nois, Jesús als pecadors, Jo sóc filla de Maria, Maria al cel guia, La mort, La nadala, Oh, Maria, El pecador a Jesús, Per què miro les estrelles, Què t'he fet, oh poble meu, Recorda't que ets pols, Sagrari de l'Altíssim, Salvació de l'ànima, El Sant Nom de Jesús, Sobre el pit, Veniu a Maria, La Verge a ses filles, Virolai a la Verge de Montserrat

### Obres de Mas i Serracant
(selecció)
- La canço popular a tret de mainada: recull de dotze cançons populars catalanes Barcelona: Iberia Musical, s.d. (diversos tiratges, un és del 1950)
- Apel·les Mestres, autor dels textos i dels dibuixos, música de Mas i Serracant Cançons per a la mainada Barcelona: Empòrium, s.d.
- Joan Guasch, harmonitzacions de Domènec Mas Cançons populars catalanes Barcelona: Univers Musical, 1901
- Del Cantemus Domino: colección de cánticos religiosos...con textos latín, castellano y catalán, harmonizados en su mayoría por Domingo Mas y Serracant Barcelona: Musical Empòrium, s.d.
- Ecce-Agnus Dei, a coro y solo Barcelona: Boileau, s.d.
- Música religiosa: conferéncia llegida a la Académia de la Congregació de Maria Immaculada i Sant Lluís Gonzaga Girona: s.n., 1919
- Apel·les Mestres, música de Mas i Serracant Los pequeños cantores Barcelona: Musical Empòrium, s.d.
- Preludios y momentos musicales Barcelona: Boileau, s.d. 3 vol.
- Responsorios del Viernes Santo, voces solas Barcelona: Boileau, s.d.
- Tres padrenuestros, a 1 y 2 voces Barcelona: Boileau, s.d.
- Salve Regina, a coro unísono y solo Barcelona: Boileau, s.d.
- Trisagios a la Santísima Trinidad, a 1 y 2 voces Barcelona: Boileau, s.d.
- Jacint Verdaguer, música de Mas i Serracant Virolai de la Verge de Montserrat Barcelona: llibreria Subirana, 1911

### Obres sobre Mas i Serracant
- Alberto Muñoz de Sus La obra coral y organística de Domènech Mas i Serracant y su relación con los principios estilísticos del "Motu proprio", article a Revista de musicología 27, 1 (2004), p. 335-356
- Miquel Augé La conferència sacro-musical del mestre Mas i Serracant, article a Vibracions 12 (1930), p. 6-8